# Спин-доктор
Спин-доктор (англ. spin doctor) — специалист в области PR-технологий (чаще всего, политического PR), занимающийся управлением новостями и медиа-событиями: исправление негативного освещения событий в СМИ, создание благоприятного восприятия событий, нивелирование побочных эффектов от попадания в эфир негативной информации. Профессия тесно связана с политическим консультированием. Спин-докторов также называют менеджерами новостей.

## Этимология
В американском словаре политических терминов возникновение словосочетания «спин-доктор» относят к 1984 году, когда оно было впервые употреблено в передовой статье «Нью-Йорк Таймс». Журналисты назвали «спин-докторами» PR-специалистов, предлагавших журналистам использовать готовые интерпретации для описания только что завершившихся телевизионных дебатов между Рональдом Рейганом и Уолтером Мондейлом.
На русский язык слово «spin» переводится как «верчение», «вращение», «кружение». Действие указывает на характер работы спин-доктора, который может, к примеру, «раскручивать» или «докручивать» новость.
Английское слово «doctor» переводится и трактуется отечественными исследователями по-разному. Одни предпочитают первое значение этого слова — «врач» и полагают, что спин-доктор занимается «лечением» новостей. Другие связывают перевод со словом «доктор», подразумевающим учёную степень, тем самым указывая на высокую квалификацию спин-докторов.
В многочисленных источниках написание термина различается. Одни исследователи пишут слово слитно («спиндоктор», «спиндокторинг»), другие — через дефис («спин-доктор», «спин-докторинг»). Второй вариант более распространён.
Исходное английское словосочетание заимствованно не только в русском, но и в других языках, например, во французском.

## Классификация деятельности
Работу спин-доктора можно условно разделить на два этапа: до предполагаемого события и после него. С точки зрения Б. Брюса, занимавшего пост директора по коммуникациям Консервативной партии во времена Маргарет Тэтчер (1989—1991), работа спин-доктора подразделяется на:
1. организацию ожиданий до наступления самого события
2. исправление проблемы после того, как интервью получило неправильное освещение[2]

Другой специалист, Д. Уотте, предлагает более расширенную классификацию:
1. До-спин — подготовка перед событием,
2. После-спин — наведение блеска на событие,
3. Торнадо-спин — попытка перевода общественного интереса в другую сферу,
4. Контроль кризиса — менеджмент событий, выходящих из-под контроля,
5. Уменьшение ущерба — менеджмент событий, которые уже не контролируются, с целью предотвращения нанесения дальнейшего ущерба[2].

## Стратегии и методы
Спин-доктор, работающий в медиа-команде своего клиента (как правило, речь идет о предвыборных президентских гонках), работает не только с интерпретацией происходящих событий, но и организует их. Организация собственных событий — один из наиболее эффективных способов создания необходимой интерпретации.
В общих чертах стратегия работы спин-доктора заключается в отборе событий (организованных им самим или другими), подготовке ожиданий выбранных событий, работе со СМИ (в момент освещения события), работе после получения общественной реакции на событие.
Работу спин-докторов часто затрудняет тот факт, что их клиент обращается к аудитории не напрямую, а через посредников — представителей СМИ, которые могут кардинально изменить предполагаемую интерпретацию. Самыми известными приёмами против такого посредничества являются выступление клиента в прямом эфире, а также формулирование коротких и броских фраз, которые журналисты не могут ни обрезать, ни перефразировать. Во французском языке для такого метода общения с прессой существует специальный термин: «langue de bois» (деревянный язык). Это язык, называемый французами «новоязом», часто используют пресс-секретари французского правительства.
В ходе своей работы спин-доктор сталкивается как с негативным, так и с позитивным восприятием события. В первом случае возможными стратегиями являются замещение события другими или смещение акцентов. В частности, при необходимости сообщить аудитории плохую новость, спин-доктора запускают её одновременно с большим количеством других более важных новостей или выбирают момент, когда на передовицах обсуждается событие большего масштаба. Столкнувшись с негативным освещением события, спин-доктор может также исправить ситуацию, переключая внимание СМИ и аудитории на другое негативное событие.
В случае, когда событие воспринимается позитивно, спин-доктор закрепляет эффект: максимально увеличивает время обсуждения новости (которая живёт в медиа пространстве в среднем 7-10 дней). Примером такой стратегии может быть увеличение количества упоминаний события в медиа, а также сопоставление и постановка в один ряд с важными другими событиями — таким образом, спин-доктор обеспечивает своему событию почётное место в истории.
Ещё одним распространённым приёмом в работе спин-доктора является создание информационного вакуума. В отсутствие информации любое заявление клиента является эксклюзивом и не может не привлечь представителей СМИ.

## Критика
Спин-докторинг, возникший на Западе, часто сравнивают с советским тоталитарным контролем за СМИ. Обе системы имеют одну и ту же конечную цель — управление массовым сознанием при помощи медиа. Советская модель предполагает принудительный контроль над СМИ. Западная, более изящная, осуществляет тот же контроль другими методами, исходя из каждой конкретной ситуации, возникающей в медиа-пространстве.
С морально-этической точки зрения, работа спин-доктора оценивается неоднозначно, ведь частью его работы, так или иначе, является сокрытие фактов, наносящих вред имиджу клиента. Кроме того, встаёт вопрос об этичности манипулирования массовым сознанием в принципе.